# Maryse Casella
Pour les articles homonymes, voir Casella (homonymie).
Maryse Casella, née en 1960, est une footballeuse française évoluant au poste d'attaquant.

## Carrière

### Carrière en club
Maryse Casella évolue de 1974 à 1975 à l'AS Orléans ; elle est finaliste du Championnat de France  en 1975.

### Carrière en sélection
Maryse Casella compte une seule sélection en équipe de France, le 24 mai 1975, en amical contre les Pays-Bas (défaite 1-0).

## Palmarès
- Finaliste du championnat de France en 1975 avec l'AS Orléans